# 위복순
위복순은 조선민주주의인민공화국의 탁구 선수였다. 1993년 스웨덴 고덴버그 세계선수권대회에서 리분희, 유순복, 안희숙과 함께 단체 은메달을 획득하였다.